# Dani Tasende
Daniel Esmorís Tasende (Coristanco, 6 de julio del 2000) es un futbolista español que juega como lateral izquierdo en el Real Zaragoza de la Segunda División. Es hermano del también futbolista Angeliño.

## Trayectoria
Nacido en Erbecedo, parroquia de Coristanco, comienza a formarse como futbolista en las Escuelas Luís Calvo Sanz de Carballo hasta que en 2013 se traslada con su familia a Mánchester con motivo del fichaje de su hermano por el Manchester City. Regresa a Galicia en 2015 y juega con el cadete del Bergantiños FC hasta que al año siguiente, tras sus buenas actuaciones, es llamado por el Villarreal CF para disputar un torneo amistoso, la Yellow Cup, durante las vacaciones de Semana Santa. Finalmente, su gran rendimiento en el torneo le lleva a firmar por la cantera del club groguet.
Tras ir ascendiendo categorías, en la temporada 2018/19 asciende al Juvenil "A" con el cual se proclama campeón de la División de Honor Juvenil y llega hasta la final de la Copa de Campeones, perdiendo contra el Real Zaragoza en penaltis. Además, se proclama también ganador de la Copa del Rey Juvenil tras derrotar en la final al Atlético de Madrid.
Tras pasar por el equipo C, debuta con el Villarreal "B" el 18 de octubre de 2020 en una derrota por 1-0 contra la SCR Penya Deportiva. Tras asentarse en el filial, el 30 de noviembre de 2021 debuta con el primer equipo del Villarreal ganando por 0-8 contra el Victoria CF en la Copa del Rey.
El 10 de julio de 2024 se anuncia su fichaje por el Real Zaragoza hasta 2028. Marcó su primer gol en la jornada octava contra el Racing de Santander.

## Clubes
| Club              | País   | Año       | Partidos | Goles |
| ----------------- | ------ | --------- | -------- | ----- |
| Villarreal CF "C" | España | 2019-2020 | 15       | 0     |
| Villarreal CF "B" | España | 2020-2024 | 133      | 10    |
| Villarreal CF     | España | 2021-2024 | 1        | 0     |
| Real Zaragoza     | España | 2024-     | 19       | 2     |